# Brewer
Brewer és una població dels Estats Units a l'estat de Maine (EUA). Segons el cens del 2000 Census tenia 8.987 habitants.

## Demografia
Segons el cens del 2000, Brewer tenia 8.987 habitants, 3.842 habitatges, i 2.401 famílies. La densitat de població era de 229,8 habitants per km².
Dels 3.842 habitatges en un 29,1% hi vivien nens de menys de 18 anys, en un 48,5% hi vivien parelles casades, en un 11% dones solteres, i en un 37,5% no eren unitats familiars. En el 29,3% dels habitatges hi vivien persones soles el 12,2% de les quals corresponia a persones de 65 anys o més que vivien soles. El nombre mitjà de persones vivint en cada habitatge era de 2,3 i el nombre mitjà de persones que vivien en cada família era de 2,86.
Per edats la població es repartia de la següent manera: un 22,4% tenia menys de 18 anys, un 7,6% entre 18 i 24, un 30,4% entre 25 i 44, un 23% de 45 a 60 i un 16,7% 65 anys o més.
L'edat mediana era de 39 anys. Per cada 100 dones de 18 o més anys hi havia 86,1 homes.
La renda mediana per habitatge era de 36.949$ i la renda mediana per família de 46.632$. Els homes tenien una renda mediana de 35.016$ mentre que les dones 26.850$. La renda per capita de la població era de 20.158$. Entorn del 8,6% de les famílies i el 10,5% de la població estaven per davall del llindar de pobresa.

## Poblacions més properes
El següent diagrama mostra les poblacions més properes.